# 德意志國家社會主義工人黨 (捷克斯洛伐克)
德意志國家社會主義工人黨（德語：Deutsche Nationalsozialistische Arbeiterpartei，簡稱「DNSAP」），是波西米亞和摩拉維亞德意志人的一個原始法西斯主義政黨，該黨是奧匈帝國德意志工人黨的繼承者。該黨的主要活動份子是漢斯·克尼爾什、漢斯·克雷布斯、亞當·法納、魯道夫·瓊與約瑟夫·帕策爾。至1932年5月，該黨總計有1024個地方支部，黨員有61000人。
與奧地利的姊妹政黨扮演邊緣政黨不同，捷克斯洛伐克的黨因為蘇台德德意志人人口眾多而獲得大量選票。選舉時，該黨與德意志民族黨合作。該黨提倡文化與領土自治與反教權主義，該黨亦表現出反猶太主義傾向。該黨組織了法西斯民兵人民運動。1933年10月，斯洛伐克政府因該黨的反國家行為而取締之。1933年11月11日，該黨正式解散，並由蘇台德德意志人黨繼承。

## 腳註
1. 1 2  Klimek 2003, 219.
2. ↑  Šebek 2000, 270.

## 外部連結
- Die Stellung der Deutschen zum tschechischen Staat. Referat, erstattet am 1. Gesamtparteitag der deutschen nationalsozialistischen Arbeiterpartei  by Hans Knirsch